# Étoiles de Pau
 (août 2017).
Si vous disposez d'ouvrages ou d'articles de référence ou si vous connaissez des sites web de qualité traitant du thème abordé ici, merci de compléter l'article en donnant les références utiles à sa vérifiabilité et en les liant à la section « Notes et références ».
Les 5 Étoiles de Pau sont l'unique concours complet d'équitation de niveau 5 étoiles (CCI5*-L) de France, parmi seulement sept compétitions mythiques dans le monde. La compétition se déroule tous les ans au mois d'octobre au Domaine de Sers à Pau.
Les six autres CCI cinq étoiles sont: Badminton horse trials (Royaume-Uni), Burghley horse trials (Royaume-Uni), Kentucky three-day event (États-Unis), Maryland 5* (États-Unis), Adelaide horse trials (Australie), Luhmühlen horse trials (Allemagne).

## Déroulement
Chaque année, Centaure Events et les bénévoles de l'association Pau Events organisent ce concours unique qui met en lumière un événement majeur de la scène équestre internationale : le concours complet 5 étoiles, le niveau le plus élevé au monde.
La manifestation attire près de 40 000 visiteurs[réf. nécessaire] tout au long des trois épreuves de ce triathlon équestre spectaculaire (dressage, cross, saut d'obstacles). 

## Résultats
| Année | 1er               | 1er                | 2e                 | 2e                     | 3e               | 3e                    | Notes   |
| Année | Cavalier          | Cheval             | Cavalier           | Cheval                 | Cavalier         | Cheval                | Notes   |
| ----- | ----------------- | ------------------ | ------------------ | ---------------------- | ---------------- | --------------------- | ------- |
| 2024  | Caroline Harris   | D.Day              | Rosalind Canter    | Izilot DHI             | Tom McEwen       | Brookfield Quality    | CCI 5*L |
| 2023  | Rosalind Canter   | Izilot DHI         | Oliver Townend     | Tregilder              | Tom McEwen       | JL Dublin             | CCI 5*L |
| 2022  | Jonelle Price     | Grappa Nera        | Karim Laghouag     | Triton Fontaine        | Hector Payne     | Dynasty               | CCI5*-L |
| 2021  | Tim Price         | Falco              | Tom McEwen         | CHF Cooliser           | Jonelle Price    | McClaren              | CCI5*-L |
| 2020  | Laura Collett     | London 52          | Piggy March        | Brookfield Inocent     | Tim Price        | Wesko                 | CCI5*-L |
| 2019  | Tom McEwen        | Toledo de Kerser   | Christopher Burton | Quality Purdey         | Shane Rose       | Virgil                | CCI5*-L |
| 2018  | Thibault Fournier | Siniani de Lathus  | Gemma Tattersall   | Pamero 4               | Clara Loiseau    | Wont Wait             | CCI4*   |
| 2017  | Gwendolen Fer     | Romantic Love      | Sarah Bullimore    | Rêve du Rouet          | Cédric Lyard     | Qatar Du Puech Rouget | CCI4*   |
| 2016  | Maxime Livio      | Qalao des mers     | Michael Jung       | Fischertakinou         | Michael Jung     | Fischerrocana FST     | CCI4*   |
| 2015  | Astier Nicolas    | Piaf de B'Neville  | Michael Jung       | Fischerrocana FST      | Tim Price        | Wesko                 | CCI4*   |
| 2014  | Ingrid Klimke     | Horseware Hale Bob | Andreas Dibowski   | FRH Butts Avedon       | Arnaud Boiteau   | Quoriano ENE HN       | CCI4*   |
| 2013  | William Fox-Pitt  | Seacookie TSF      | Maxime Livio       | Cathar de Gamel        | William Fox-Pitt | Cool Mountain         | CCI4*   |
| 2012  | Andrew Nicholson  | Nereo              | Jonathan Paget     | Clifton Promise        | Michael Jung     | Leopin FST            | CCI4*   |
| 2011  | William Fox-Pitt  | Oslo               | Andrew Nicholson   | Mr Cruise Control      | William Fox-Pitt | Lion Heart            | CCI4*   |
| 2010  | Andreas Dibowski  | FRH Fantasia       | William Fox-Pitt   | Navigator              | Karin Donckers   | Lamicell Charizard    | CCI4*   |
| 2009  | Dirk Schrade      | King Artus         | Andreas Dibowski   | Euroridings Butts Leon | Pascal Leroy     | Minos de Petra        | CCI4*   |
| 2008  | Bettina Hoy       | Ringwood Cockatoo  | Nicolas Touzaint   | Tatchou                | Frank Ostholt    | Mr. Medicott          | CCI4*   |
| 2007  | Nicolas Touzaint  | Hildago de l'Île   | Mary King          | Imperial Cavalier      | Pippa Funnell    | Ensign                | CCI4*   |